# マプト湾
マプト湾（ポルトガル語: Baía de Maputo）と通称されるラゴア湾（ポルトガル語: Baía da Lagoa）は、モザンビークにあるインド洋に面した湾。ラゴア湾が変じた英語表記を元にしたデラゴア湾（英語: Delagoa Bay）と呼ばれる場合もある。

## 地理
南北90キロメートル、東西20キロメートルの湾は北東に開いており、インド洋に通じる。マカネタ半島東岸が北部の海岸線となっており、半島の西側にコマチ川がある。コマチ川河口の沖にシェフィナ諸島（Xefina）が位置する。
湾の西にマプトが位置し、その奥にマトラの両都市が存在している。両市の近海にはインフレネ川、マトラ川、ウンベルジ川、テンベ川が流入、これらの河川からの堆積物によりエスピリトサント（Espírito Santo）と呼ばれる三角州が形成されている。
南部にはマプトの対岸にカテンベ（Catembe）の町がありフェリーと水上バスで結ばれているが、マプトとの間に海峡を横断するマプト・カテンベ橋の建設計画が、2012年より進行している。カテンベの南方でマプト川が流入し、湾の東岸をマシャングロ半島とその北端に位置するイニャッカ島が構成している。イニャッカ島の北西にはポルトゲーゼ島があり、湾内の航路はポルトゲーゼ島の沖を通ってマプトへ向かうように設定されている。
海底は南部と西部に顕著な泥地があり、東部のイニャッカ島周辺に岩場がある他は、砂地が広範囲に広がっている。これに加えてイニャッカ島周辺には珊瑚礁も見られ、ダイビングの適地となっている。
植民地時代は全域がロウレンソ・マルケス州に、モザンビークの独立後は、マプト州とマプトに含まれている。

## 動植物
沿岸部にはマングローブが広く分布しており、海藻・魚介類に加えてジュゴン、イルカ、クジラ、ウミガメといった海洋生物が生息している。
マシャングロ半島を除くマプト川東岸地域はマプト特別保護区域の一部となっている他、イニャッカ島一帯も自然保護区となっている。

## 産業
エスピリトサントを始めとする各所の三角州は航行に適さないが、これらによって保護された海域が生じており、マプト港は天然の良港として知られている。航路確保のため浚渫が行われ、水深11メートルに干満差を加えて12メートルを確保し、パナマックス級の船舶に対応している。
漁業も盛んであり、エビの漁獲を中心としている。

## 歴史
人類の居住は、10万年前より確認され、2000年前にはバントゥー系民族が居住していたと考えられている。この地域が記録上最初に現れるのは、ロンガ人が居住していた1502年にヴァスコ・ダ・ガマの船団で船長を務めていたアントニオ・ド・カンポ（António do Campo）が到達したものである。1544年、ポルトガルのロウレンソ・マルケスがこの地域を探検し ロウレンソ・マルケス湾（Baía De Lourenço Marques）と命名されたが、この名称は定着しなかった。
18世紀に至るまでマプト湾は自由に交易が可能な地とみなされていたが、1721年にオランダ東インド会社の船隊がケープ植民地から到達し、現在のマプトに根拠地の建設を試みた。1722年に陥落するものの、1724年にLijdsaamheijdとして完成したが、1730年には放棄されている。1773年から1777年にかけてオーストリア東インド会社のウィリアム・ボルツが入植を試みたが、ポルトガルからの抗議によりオーストリアは関知しない立場を決め、ゴアから派遣されたポルトガル軍の介入により失敗に終わった。1781年よりポルトガルが後のマプトに要塞の建設を開始し、建設直後にはロンガ人及びフランスとの間に争いがあったものの、ポルトガルの支配権は確立された。
1823年、イギリスがテンベ川東岸のマプト湾南部の領有を企図し、ポルトガルとの間に争いが生じた。この争いは1860年代にイニャッカ島とポルトゲーゼ島をイギリスが占領しナタール植民地へ編入したことで再燃した。1869年にポルトガルとトランスヴァール共和国が南緯26度30分を境界とすることで合意、イギリスはこれに異議を唱えたがフランス大統領アドルフ・ティエールによる裁定に委ねることで合意した。1875年、ティエールの後を継いで大統領となっていたパトリス・ド・マクマオンが裁定を下し、ポルトガルの主張が認められた。
裁定が行われた後に開発が進み、1890年にはトランスヴァール共和国方面への鉄道が建設されネーデルラント・南アフリカ鉄道会社と接続した。
同時期にズールー王国との戦いに敗れたングニ人のンドワンドウェの将ソシャンガネがモザンビーク南部に築いたガザ王国により、1835年よりロンガ人との戦いが発生した。また、ポルトガル領モザンビーク総督がズールー王国に接近する過程で、ロンガ人との取引を禁止したため、ロンガ人による攻撃も行われた。この戦乱はガザ王国の滅亡の2年後となる1897年まで続いた。